# Megachile cognata
Megachile cognata är en biart som beskrevs av Smith 1853. Megachile cognata ingår i släktet tapetserarbin, och familjen buksamlarbin. Inga underarter finns listade i Catalogue of Life.